# Vincenzo Savio
Vincenzo Savio SDB (ur. 6 kwietnia 1944 w Osio Sotto, zm. 31 marca 2004 w Belluno) – włoski duchowny katolicki, biskup Belluno-Feltre w latach 2001–2004.

## Życiorys
Wstąpił do nowicjatu salezjanów w Pietrasanta. Pierwsze śluby złożył 16 sierpnia 1964, zaś profesję wieczystą 15 sierpnia 1972.
Święcenia kapłańskie przyjął 25 marca 1972. Po święceniach i ślubach został dyrektorem oratorium w Savonie, gdzie pracował do 1976. Rok później został proboszczem parafii Najświętszego Serca Jezusowego w Livorno. W 1986 został duszpasterzem parafii Świętej Rodziny we Florencji i sekretarzem generalnym miejscowego synodu diecezjalnego. Cztery lata później otrzymał nominację na duszpasterza i dyrektora salezjańskich szkół w Alassio.

### Episkopat
14 kwietnia 1993 papież Jan Paweł II mianował go biskupem pomocniczym diecezji Livorno i biskupem tytularnym Garriany. Sakry biskupiej udzielił mu 30 maja tegoż roku ówczesny ordynariusz tejże diecezji, bp Alberto Ablondi.
9 grudnia 2000 został prekonizowany biskupem Belluno-Feltre. Urząd objął 18 lutego 2001.
Zmarł w szpitalu w Belluno..